# Campoplex banditibius
Campoplex banditibius är en stekelart som beskrevs av Gupta och Maheshwary 1977. Campoplex banditibius ingår i släktet Campoplex och familjen brokparasitsteklar. Inga underarter finns listade.